# Rhinella yanachaga
Espèce
Statut de conservation UICN

 EN  : En danger
Rhinella yanachaga est une espèce d'amphibiens de la famille des Bufonidae.

## Répartition
Cette espèce est endémique de la province de Pasco dans la région de Pasco au Pérou. Elle se rencontre dans le parc national Yanachaga Chemillén sur le versant Ouest de la cordillère Yanachaga.

## Description
Les mâles mesurent jusqu'à 41,6 mm et les femelles jusqu'à 45,7 mm.

## Étymologie
Son nom d'espèce lui a été donné en référence au lieu de sa découverte, la cordillère Yanachaga.

## Publication originale
- Lehr, Pramuk, Hedges & Córdova, 2007 : A new species of arboreal Rhinella (Anura: Bufonidae) from Yanachaga-Chemillén National Park in central Peru. Zootaxa, no 1662, p. 1-14 (texte intégral).